# Thomas Cammerota
Thomas Cammerota OP (também Tommaso Malatesta) (falecido em setembro de 1589) foi um prelado católico romano que serviu como bispo de Vieste em 1589.

## Biografia
Thomas Cammerota foi ordenado sacerdote na Ordem dos Pregadores. No dia 17 de julho de 1589, foi nomeado bispo de Vieste durante o papado de Sisto V. A 26 de julho de 1589, foi consagrado bispo por Girolamo Bernerio, bispo de Ascoli Piceno, com Girolamo Bevilacqua, arcebispo titular de Nazaré, e Gaspare Pasquali, bispo de Ruvo, servindo como co-consagradores. Serviu como bispo de Vieste até à sua morte em setembro de 1589.